# Романенко Павло Сергійович
Павло́ Сергі́йович Романе́нко (позивні «Біллі», «Кандагар») (26 серпня 1992 — 24 травня 2022) — молодший сержант Збройних сил України, учасник російсько-української війни, учасник АТО та ООС.

## Життєпис
Народився 26 серпня 1992 року в с. Бєляєвка, Оренбурзької області. Згодом родина переїхала до Києва. Навчався у початковій школі № 324 м. Києва, а потім — у ліцеї «ЕКО» № 198.
З 15 років доєднався до націоналістичної організації УНСО, де розвивав навички з орієнтування на місцевості, альпінізму, стрільби, медичної допомоги та інші. У 2010 році здобув професію слюсаря з ремонту автомобілів у Навчально-науковому центрі професійно-технічної освіти Академії педагогічних наук України.
У 18 років Павло віддав перевагу службі в армії та потрапив у військову розвідку. Він також брав активну участь у Революції гідності.
У 2014 році, коли почалася російсько-українська війна, пішов добровольцем у складі 11-го батальйону територіальної оборони «Київська Русь», взяв позивний Біллі.
2014—2015 роках брав участь в АТО.
У 2017—2018 роках служив у батальйоні «Миротворець» Національної поліції України у Київській області. У 2018—2019 рр. був інструктором із особистої безпеки тренінгового центру Нацполіції.
2019—2020 роках був призваний на службу у ЗС України за контрактом, на посаду старший оператор гранатометник, 3 розвідувального взводу, 1 розвідувальної роти 131 ОРБ ЗС України. Брав участь в ООС.
З 2020 року проходив службу за контрактом у ЗС України на посаді старший навідник 1 розвідувального взводу розвідувальної роти 95 ОДШБр ЗС України, взяв позивний Кандагар.
У 2021 році заочно закінчив Житомирський державний технологічний університет за спеціальністю «Автомобільний транспорт».
Восени 2021 року Павло вирушив виконувати бойові завдання на територію ООС в Донецьку область.
З 24 лютого 2022 року перебував на першій лінії зіткнення та стримував наступ ворога у Донецькій області. На початку березня 2022 року бригаду перекинули на Харківський напрямок, де стримували наступ ворога і тримали оборону в н.п. Долина, Кам'янка та Довгеньке.
За роки війни Павло Романенко пройшов найгарячіші точки Донецької та Луганської областей: Дебальцеве, Слов'янськ, Авдіївка, Краматорськ, Зайцеве, Щастя, Майорськ, Сіверськодонецьк, Широкине, Красногорівка, Троїцьке, Павлопіль, Мар'янка, Торецьк, Чорнухине, Фащівка, Кам'янка, Долина та Довгеньке.
Загинув 24 травня 2022 року під час оборонного бою поблизу населеного пункту Довгеньке на Харківщині внаслідок російського артобстрілу. Похований на Лісовому кладовищі м. Києва.
У Павла залишилися дружина й маленька донька.

## Нагороди
За зразкову службу в ЗСУ та Нацполіції був нагороджений численними грамотами та медалями.

Серед яких:
- Орден «За мужність» ІІІ ступеня (посмертно)[9]
- Відзнака Президента України «За участь в антитерористичній операції»
- Нагрудний знак «Учасник АТО»
- Нагрудний знак «11 Батальйон Київська Русь»
- Нагрудний знак «Гвардія»
- Нагрудний знак «Ветеран війни»
- Медаль «За жертовність і любов до України»
- Медаль «15 років УНСО»